# اولونخو
اولونخو (به یاکوت: олоҥхо، رومی‌شده: oloñxo، تلفظ یاکوت: [oloŋχo]؛ به دولگان: олоӈко، رومی‌شده: oloñko؛ به روسی: Олонхо́) مجموعه‌ای از حماسه‌های قهرمانی یاکوت و دولگان است. اصطلاح اولونخو به کل سنت حماسی یاکوت و همچنین به اشعار حماسی فردی اشاره دارد. به عنوان یک سنت شفاهی باستانی، باور بر این است که بسیاری از این اشعار پیش از مهاجرت شمالی یاکوت‌ها در قرن ۱۴ به وجود آمده‌اند، که اولونخو را به یکی از کهن‌ترین هنرهای حماسی در میان اقوام ترکی تبدیل کرده است. بیش از صد اولونخو ثبت شده وجود دارد که طول آن‌ها از چند هزار تا ده‌ها هزار بیت متغیر است. مشهورترین شعر، «نیورگون بوتور سریع» (Nyurgun Bootur the Swift)، بیش از ۳۶٬۰۰۰ بیت دارد.
اولونخو اولین بار توسط اروپاییان در جریان فتح سیبری توسط روسیه در قرن ۱۸ مستند شد. مستندسازی گسترده این حماسه‌ها توسط تبعیدیان قرن ۱۹ به سیبری و همچنین دانشمندان تأمین مالی شده توسط دولت در قرن ۲۰ در جمهوری خودمختار شوروی سوسیالیستی یاکوت آغاز شد.

## ریشه‌شناسی و اصطلاحات مرتبط
واژه اولونخو به احتمال زیاد از کلمه ترکی قدیم "ölön" که به معنای 'حماسه' است مشتق شده (همریشه با کلمه ازبکی "o‘lan") و ارتباط آن با کلمه ترکی "ol-" (به معنای 'بودن') مورد بحث است. حماسه بوریاتی "ontkno" نیز با اولونخو مرتبط است.
اصطلاح اولونخو به خود حماسه اشاره دارد. در زبان یاکوت، "Olonkhohut" به فرد یا داستان‌سرایی گفته می‌شود که حماسه را اجرا می‌کند، و فعل "Olonkholoo-" به معنای اجرای آن‌ها است.

## اجرا و ارائه
این حماسه‌ها در اصل به صورت شفاهی اجرا می‌شدند و اجرای شفاهی آن‌ها امروزه نیز در جمهوری ساخا ادامه دارد. شاعران که "Olonkohohut" یا "Olonkohosut" (به یاکوت: олоҥхоһут) نامیده می‌شوند، اولونخوها را با ترکیبی از توصیفات شعری و دیالوگ‌های شخصیت‌ها به صورت آواز اجرا می‌کنند و با تغییر لحن و ملودی شخصیت‌ها و موضوعات مختلف را نشان می‌دهند. آن‌ها شامل زبان باستانی، دستور زبان پیچیده، تصاویر نمادین و خارق‌العاده و همچنین استعاره، تشبیه، اپیتت‌ها و اغراق هستند.
اشعار اولونخو از چند هزار تا ۴۰٬۰۰۰ بیت طول دارند. یک اجرای معمولی اولونخو ۷–۸ ساعت طول می‌کشد و در طول شب ادامه می‌یابد که در این مدت حدود ۷٬۰۰۰–۸٬۰۰۰ بیت اجرا می‌شود. اولونخوهای طولانی‌تر ممکن است بیش از یک ماه طول بکشد تا کامل شوند.
آغاز یک اجرا با قرائت شعری شروع می‌شود - سایر قسمت‌های توصیفی حماسه نیز به این شکل هستند. دیالوگها به صورت آواز خوانده می‌شوند. حرکات و حالات چهره نیز بخشی از اجرا را تشکیل می‌دهند.

## نیورگون بوتور سریع
«نیورگون بوتور سریع» شناخته‌شده‌ترین و پراکنده‌ترین اولونخوها است. این شعر برای اکثر گویشوران یاکوت شناخته شده و بخش مهمی از هویت یاکوت محسوب می‌شود. این یکی از معدود اولونخوهایی است که به زبان‌های مختلف ترجمه شده است.
نسخه پلاتون اویونسکی در دهه‌های ۱۹۲۰ و ۱۹۳۰ نوشته شد. اویونسکی داستان را گسترش داد و شخصیت "Taas kiele ogo" را اضافه کرد که دربارهٔ یک اصل اساسی جهان‌بینی یاکوت صحبت می‌کند. این اصل بر این باور استوار است که سه دنیای جداگانه وجود دارد - دنیای بالایی (خدایان)، دنیای میانی (مردم) و دنیای پایینی (شیطان‌ها). باور بر این است که برهم زدن تعادل بین این سه دنیا، ممنوع است، به عنوان مثال، هنگامی که یکی از ساکنان یک دنیا نقش سنتی خود را انجام نمی‌دهد.
در داستان اویونسکی، Taas kiele ogo به دلیل عدم تعادل در دنیاها در داستان دخالت می‌کند و Popova 2018 پیشنهاد کرد که اویونسکی این شخصیت را به داستان اضافه کرد تا به تهدیدات معاصر و آینده برای ساخا هشدار دهد.

### آثار مشتق شده
Tuyaryma Kuo توسط پلاتون اویونسکی در دهه ۱۹۳۰ به عنوان یک نمایشنامه بر اساس «نیورگون بوتور سریع» ایجاد شد - اولین بار در سال ۱۹۳۷ در تئاتر ملی یاکوت اجرا شد. شخصیت اصلی، Tuyaryma Kuo، نماد زیبایی و شخصیت زنانه است.
نسخه‌های نثر این داستان به زبان یاکوت توسط النا اسلپتسوا-کورسوناک در سال ۲۰۰۷ ساخته شد که شامل ۲۰۱ داستان است. این اثر همچنین به صورت کارتونی، به زبان یاکوت و همچنین نسخه‌های صوتی انگلیسی و آلمانی، تبدیل شده است.